# Шотли (тауншип, Миннесота)
Шотли (англ. Shotley) — тауншип в округе Белтрами, Миннесота, США. На 2000 год его население составило 54 человека.

## География
По данным Бюро переписи населения США площадь тауншипа составляет 121,2 км², из которых 84,9 км² занимает суша, а 36,3 км² — вода (29,96 %).

## Демография
По данным переписи населения 2000 года здесь находились 54 человека, 29 домохозяйств и 20 семей. Плотность населения —  0,6 чел./км². На территории тауншипа расположено 126 построек со средней плотностью 1,5 построек на один квадратный километр. Расовый состав населения: 100,00 % белых.
Из 29 домохозяйств в 6,9 % воспитывались дети до 18 лет, в 65,5 % проживали супружеские пары, в 3,4 % проживали незамужние женщины и в 31,0 % домохозяйств проживали несемейные люди. 31,0 % домохозяйств состояли из одного человека, при том 13,8 % из — одиноких пожилых людей старше 65 лет. Средний размер домохозяйства — 1,86, а семьи — 2,20 человека.
5,6 % населения — младше 18 лет, 5,6 % — в возрасте от 18 до 24 лет, 11,1 % — от 25 до 44, 44,4 % — от 45 до 64, и 33,3 % — старше 65 лет. Средний возраст — 60 лет. На каждые 100 женщин приходилось 116,0 мужчин. На каждые 100 женщин старше 18 приходилось 131,8 мужчин.
Средний годовой доход домохозяйства составлял 21 458 долларов, а средний годовой доход семьи —  32 500 долларов. Средний доход мужчин —  33 750  долларов, в то время как у женщин — 0. Доход на душу населения составил 17 802 доллара. За чертой бедности находились 12,5 % семей и 9,5 % всего населения тауншипа.